# Quest (Kurzfilm)

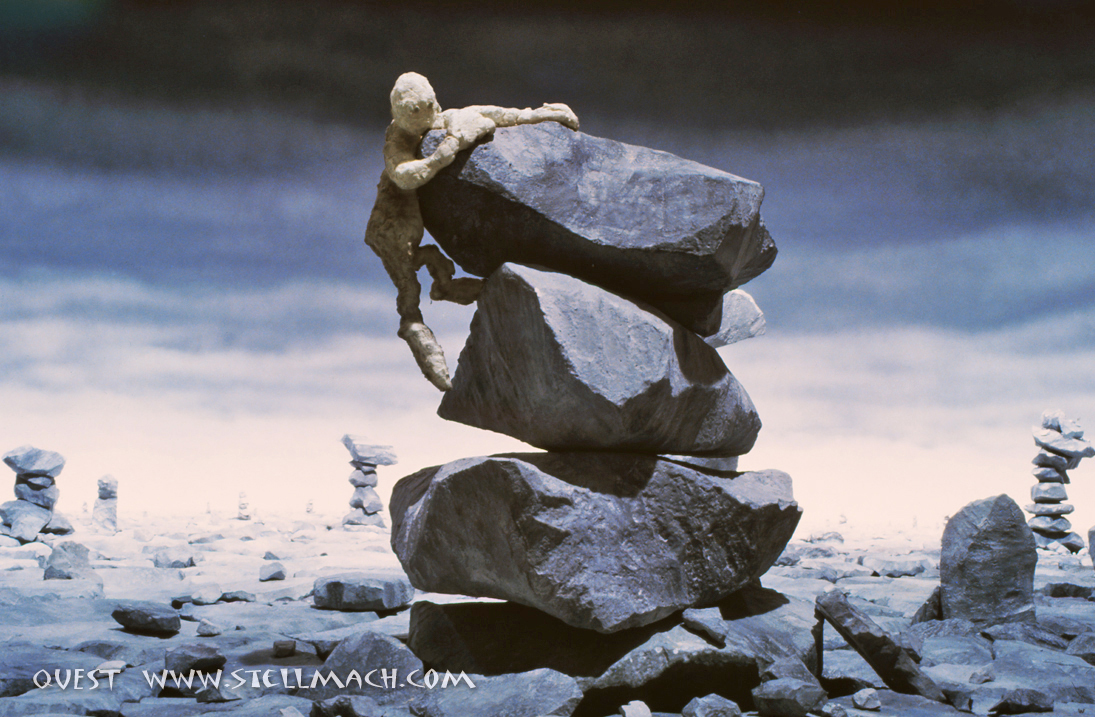
Bild aus dem Film

Quest ist ein deutscher Puppentrickfilm aus dem Jahr 1996. Er gilt als einer der erfolgreichsten deutschen Kurzfilme. Er wurde mit dem Oscar für den besten animierten Kurzfilm 1996, dem Cartoon d’Or 1996 sowie über 40 weiteren, internationalen Preisen ausgezeichnet.

## Handlung
Der Trickfilm erzählt die Geschichte eines Sandmenschen, der auf der Suche nach Wasser Welten aus Sand, Papier, Stein und Eisen durchwandert und in denen er allerlei Gefahren und Herausforderungen meistern muss. Das Leben des Sandmenschen beginnt in der Wüste, wo er im Sand erwacht und sich auf die Suche nach Wasser begibt. Er hört das stetige Tropfen des Wassers, doch sobald er an die Wasserstelle gelangt, versiegt das Wasser und er fällt in eine neue Welt. Die Bedrohung durch die Umwelt wird von Ebene zu Ebene größer. Die letzte ist eine von Maschinen beherrschte Welt, die selbst aus einem oberirdischen und einem unterirdischen Teil besteht. Tief im unterirdischen Bereich, umringt von bedrohlichen Maschinen, erblickt der Sandmensch durch ein rostiges Loch im Boden endlich das ersehnte Nass. Doch bevor er das Loch im Boden vergrößern kann, um ans Wasser zu gelangen, wird er von den Wänden einer gewaltigen Presse erdrückt. Zu Sand zermahlen fließt er durch das kleine Loch ins Wasser bis auf den Sandboden des Ozeans, wo er zu einem neuen Körper geformt wird.

## Produktion und Veröffentlichung
Quest ist ein Puppentrickfilm, der an der Kunsthochschule Kassel entstand. Die Geschichte stammt von Thomas Stellmach und wurde von Tyron Montgomery als Drehbuch adaptiert. Montgomery führte auch Regie, während Stellmach auch als Produzent fungierte. Die Musik stammt von Wolfram Spyra.
Im März 1996 wurde der Film erstmals vorgeführt, auf dem Internationalen Trickfilm-Festival Stuttgart, wo Quest den Publikumspreis gewann. Es folgten Vorführungen auf über 100 Festivals in Australien, Belgien, Großbritannien, Irland, Frankreich, Norwegen, Polen, Schweden, Spanien, den Vereinigten Staaten sowie weiteren Ländern.
Im Fernsehen wurde Quest 1996 auf Premiere ausgestrahlt, 1997 im ZDF. Die Kinorechte erwarb Constantin Film, um Quest als Vorfilm vor Das Superweib zu zeigen. Im deutschsprachigen Raum ist der Film heute im Verleih der Kurzfilm Agentur Hamburg. Die Weltrechte liegen bei Manga Entertainment.

## Auszeichnungen

### Filmfestivals
- Stuttgart: SWR-Publikumspreis
- Dresden: Publikumspreis
- Krakau: Don Quijote Prize
- Hamburg: Bester Animationsfilm
- International Film Festival of Melbourne, Australien: Bester Animationsfilm
- Ökomedia, International Ecological Film Festival, Freiburg: Beste künstlerische Leistung und Sonderpreis des Bundesumweltministeriums
- CINANIMA – Int. Animation Film Festival Espinho, Portugal: Bester Debütfilm, bester Film des Festivals und Sonderpreis des portugiesischen Fernsehens
- Albany International Short Film Festival, USA: Bester Animationsfilm

- Premiere Plans, European First Film Festival of Angers, France: Bester Film einer Filmschule und bester Animationsfilm
- Clermont-Ferrand: Sonderpreis der Jury und Preis der internationalen Presse
- International Film Festival, San Francisco, USA: Certificate of Merit
- European Short Film Competition 1997, Brussels, Belgian: Grand Prix des Kurzfilm-Wettbewerbs
- International Film Festival of Environment, „Green Vision“, St. Petersburg, Russland: Grand Prix
- Algarve – International Film Festival, Portugal: Bester Animationsfilm
- International Animation EXPO Seoul, Süd-Korea: Golden Damby
- Valencia – International Film Festival, Spanien: Bester Animationsfilm
- International Mountain and Adventure Film Festival Graz 1997, Österreich: Grand Prix

### Sonstige Auszeichnungen
- MEDIA: Cartoon d’Or 1996 (Förderpreis für den besten europäischen Trickfilm)
- Friedrich-Wilhelm-Murnau-Preis 1996
- Oscar für den besten animierten Kurzfilm 1996
- Goethe-Plakette des Landes Hessen 1997 für Regisseur Tyron Montgomery und Produzent Thomas Stellmach